# 10791 Uson
10791 Uson è un asteroide della fascia principale. Scoperto nel 1992, presenta un'orbita caratterizzata da un semiasse maggiore pari a 3,2357827 UA e da un'eccentricità di 0,0776115, inclinata di 23,54029° rispetto all'eclittica.